# Castellers de Sabadell
Els Castellers de Sabadell, coneguts com a Saballuts, són una colla castellera de Sabadell fundada el 1994. El color de les seves camises és el verd. L'entitat forma part de la Federació Sabadell Cultura, la qual engloba a 12 de les entitats de cultura popular que hi ha a la ciutat. Els castells més importants assolits per la colla són el 3 de 9 amb folre, el 4 de 9 amb folre, el 5 de 8, el 2 de 8 amb folre i el 7 de 8.
Des del 2005 i fins al 2009 la colla va anar progressant i es tornà a consolidar com a colla de la gamma alta de 7. A partir del 2010, any en què descarregaren el seu primer castell de 8, un cop consolidats els castells d'aquest nivell es comença a treballar els 9 pisos el 2013 on s'intenta per primer cop el 3 de 9 amb folre a Festa Major de Sabadell i a la XX Diada dels Saballuts i finalment a la XXI Diada dels Saballuts, el 26 d'octubre del 2014 es descarrega el primer 3 de 9 amb folre de la seva història. Actualment els Castellers de Sabadell se situa entre les millors colles del món casteller. El 15 de novembre de 2015, a la diada dels Castellers de Barcelona, van fer la seva millor actuació fins al moment amb el 3 de 9 amb folre, el 4 de 9 amb folre i el 7 de 8.
El local d'assaig i social de la colla és al carrer dels Emprius, núm. 13, al barri de Covadonga. Hi ha dues plaques commemoratives dels castells fets pels Castellers de Sabadell.

## Història

### Inicis

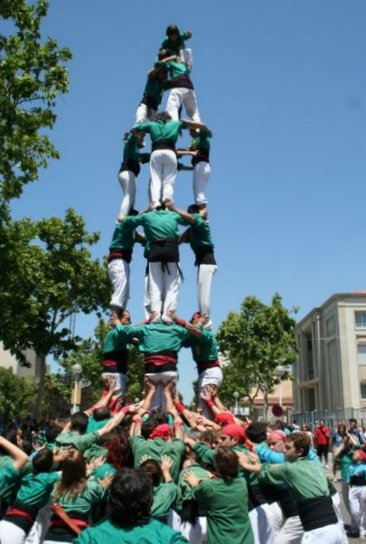
4 de 7 a la Festa Major de la Creu Alta (2004)

La colla dels Castellers de Sabadell es va fundar el juny del 1994. Llavors, al Vallès Occidental només hi havia tres colles: els Minyons de Terrassa (1979) i els Castellers de Terrassa (1980) i els Castellers de Montcada i Reixac (1991). Així doncs, es tracta de la tercera colla de la comarca i d'una de les primeres colles nascudes del "boom de la dècada del 1990", període en què es crearen quaranta noves formacions en deu anys, va créixer la projecció social i mediàtica del fet casteller i augmentà la consecució de registres.
El juny del 1994 van començar els primers assajos, que es feien al pavelló cobert de l'Escola Joanot Alisanda, situada al carrer de Sallarès i Pla, 160, al barri Centre de la ciutat. Tres mesos més tard, el 4 de setembre, van fer la primera presentació pública en acabar la diada de la Festa Major de Sabadell, que comptà amb la participació dels Minyons de Terrassa i dels Castellers de Barcelona. Van alçar-hi un pilar de 3 simbòlic per a donar a conèixer la nova formació local, la qual va aixecar força expectació. Així, la primera actuació oficial fou el 13 de novembre d'aquell any a la plaça de Sant Roc, en la que va ser la I Diada dels Saballuts, i acompanyats dels Minyons de Terrassa i els Castellers de Montcada i Reixac com a padrins. En aquella actuació s'hi van descarregar els primers castells: pilar de 3 caminat, 3 de 6, 4 de 6, 2 de 5 i vano de 4. Durant les poques setmanes restants de la temporada van fer quatre actuacions més en què van descarregar dos nous castells: el 4 de 6 amb l'agulla i el 5 de 6.
El juny del 2006 van participar en la primera edició de Sabadell, festa i tradició, una trobada que reuneix diverses entitats de cultura popular sabadellenques i que és organitzada per l'Ajuntament de la ciutat i la Federació Sabadell Cultura cada any.

### Colla de vuit

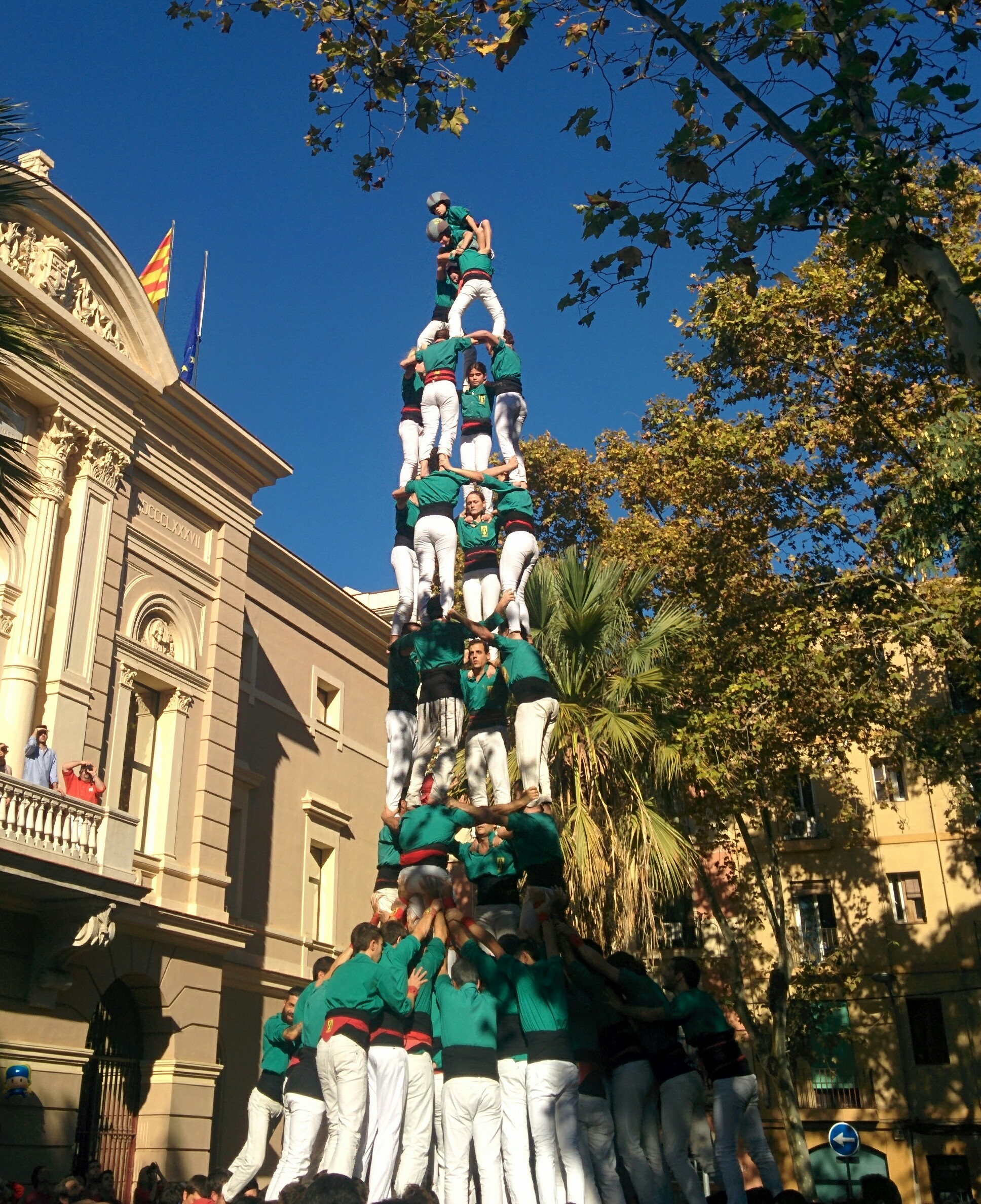
Primer 4 de 9 amb folre, descarregat el 15 de novembre de 2015 a El Clot (Barcelona).

El 13 de juny del 2010, els Castellers de Sabadell van descarregar el seu primer 4 de 8, fet que suposava el seu millor castell fins al moment. El 5 de setembre, gairebé tres mesos després, van carregar per primera vegada el 3 de 8 en la seva diada de Festa Major; aquest mateix castell aconseguirien descarregar-lo per la seva diada el 23 d'octubre del mateix any en la XVII Diada dels Saballuts, i completaven així la millor actuació de la seva història fins al moment: 4 de 8, 3 de 8, 2 de 7, vano de 5 i pilar de 5 al balcó.
El 12 de maig del 2011 van rebre la Medalla d'Honor de Sabadell per part de l'Ajuntament per "la consecució de la fita castellera anomenada 'la clàssica de vuit' durant la 
temporada del 2010". El 4 de setembre del 2011 van fer la millor actuació de la seva història en descarregar el 3 de 8, el 4 de 8 i arrodonint la diada amb el seu primer 2 de 8 amb folre carregat. L'11 d'octubre del 2011, després de mesos de fer proves de pilar de 5 net i pilar de 6, van carregar i descarregar a la xarxa de seguretat el primer pilar de 6 durant un assaig al seu local. El primer intent d'aquest pilar es va portar a plaça l'endemà –el dia 12– a l'actuació de la Festa Major de Caldes de Montbui, castell que finalment no es va carregar i va quedar en un intent desmuntat. El 23 d'octubre, en la XVIII Diada dels Saballuts la colla aconseguí la seva millor actuació de la història fins al moment en carregar el seu primer pilar de 6, el segon 2 de 8 amb folre i descarregar el 3 de 8 i el 4 de 8.
El 9 de setembre del 2012 en la Festa Major de Sabadell van assolir la millor actuació fins al moment. Van descarregar el vuitè 3 de 8 de la temporada i el primer 5 de 8 i 2 de 8 amb folre descarregats per primera vegada. A més van acabar l'actuació carregant el pilar de 6. El 5 d'octubre de 2014, al XXV Concurs de Castells de Tarragona, van fer la seva millor actuació fins al moment amb el 2 de 8 amb folre, el 5 de 8, i el primer 3 de 9 amb folre carregat.

## Apadrinaments
Els Castellers de Sabadell tenen dos padrins i tres colles apadrinades. Els seus padrins són els Castellers de Montcada i Reixac i els Minyons de Terrassa, mentre que les colles que han apadrinat són els Xerrics d'Olot (12 de maig de 2002, a la plaça Major d'Olot), els Castellers de Berga (7 de juliol de 2012, a la plaça de Sant Pere de Berga) i els Castellers de Castellar del Vallès (27 d'abril de 2014, a la plaça del Mirador de Castellar del Vallès).